# The Gereg
The Gereg (em mongol:  Гэрэгэ) é o álbum de estreia do grupo de heavy metal mongol The Hu, lançado em 13 de setembro de 2019. O álbum leva o nome do passaporte diplomático usado pelos nobres e oficiais mongóis durante o século XIII.
Uma edição de luxo do álbum foi lançada em 10 de julho de 2020, com vocalistas convidados: Jacoby Shaddix, From Ashes to New e Lzzy Hale, bem como versões acústicas de três faixas.
O site Loudwire o considerou um dos 50 melhores álbuns de rock de 2019.

## Lista de faixas
| Faixas da edição regular |                             |                                      |         |  |
| N.º                      | Título                      | Título em mongol                     | Duração |  |
| 1.                       | "The Gereg"                 | Гэрэг (Gereg)                        | 4:54    |  |
| 2.                       | "Wolf Totem"                | Чонон сүлд (Chonon süld)             | 5:38    |  |
| 3.                       | "The Great Chinggis Khaan"  | Их Чингис Хаан (Ikh Chingis khaan)   | 4:32    |  |
| 4.                       | "The Legend of Mother Swan" | Хун ээжийн домог (Khun eejiin domog) | 5:25    |  |
| 5.                       | "Shoog Shoog"               | Шөөг шөөг (Shöög shöög)              | 4:01    |  |
| 6.                       | "The Same"                  | Агаар нэгэн буй (Agaar negen bui)    | 5:27    |  |
| 7.                       | "Yuve Yuve Yu"              | Юу вэ юу вэ юу? (Yuu ve yuu ve yuu?) | 4:42    |  |
| 8.                       | "Shireg Shireg"             | Ширэг ширэг                          | 5:47    |  |
| 9.                       | "Song of Women"             | Бүсгүйн дуу (Büsgüin duu)            | 7:16    |  |
| Duração total:           | Duração total:              | Duração total:                       | 47:42   |  |

| Faixas bônus da edição de luxo |                                                 |                  |          |  |
| N.º                            | Título                                          | Título em mongol | Duração  |  |
| 10.                            | "Wolf Totem (com Jacoby Shaddix do Papa Roach)" | Чонон сүлд       | 5:17     |  |
| 11.                            | "Yuve Yuve Yu (com From Ashes to New)"          | Юу вэ юу вэ юу?  | 4:13     |  |
| 12.                            | "Song of Women (com Lzzy Hale do Halestorm)"    | Бүсгйн дуун      | 5:49     |  |
| 13.                            | "Shireg Shireg (Acoustic)"                      | Ширэг ширэг      | 5:47     |  |
| 14.                            | "Yuve Yuve Yu (Acoustic)"                       | Юу вэ юу вэ юу?  | 4:43     |  |
| 15.                            | "Shoog Shoog (Acoustic)"                        | Шөөг шөөг        | 3:51     |  |
| Duração total:                 | Duração total:                                  | Duração total:   | 01:17:22 |  |

## Créditos
Conforme página do disco na Easy Going Records:
- Ts. Galbadrakh, também conhecido como "Gala" - ayanga morin khuur, canto gutural[11]
- G. Nyamjantsan também conhecido como "Jaya" - tumur khuur, Tsuur, canto gutural
- B. Enkhsaikhan também conhecido como "Enkush" – gal morin khuur, canto gutural
- N. Temuulen também conhecido como "Temka" – baigali tovshuur, programação, mixagem

Produção
- B. Dashdodog também conhecido como "Dashka" – programação, mixagem, engenharia
- Ts. Shinebayar – engenharia
- Ts. Oyunbayar – engenharia
- Howie Weinberg – masterização

## Paradas
| Parada (2019)                         | Maior colocação |
| ------------------------------------- | --------------- |
| Austrália (ARIA)                      | 11              |
| Áustria (Ö3 Austria Top 40)           | 25              |
| Bélgica (Ultratop Flandres)           | 38              |
| Bélgica (Ultratop Valônia)            | 68              |
| Canadá (Billboard)                    | 73              |
| Finlândia (Suomen virallinen lista)   | 32              |
| French Albums (SNEP)                  | 99              |
| Alemanha (Offizielle Deutsche Charts) | 24              |
| Hungria (MAHASZ)                      | 21              |
| Escócia (Official Scottish Albums)    | 7               |
| Spanish Albums (PROMUSICAE)           | 95              |
| Suíça (Schweizer Hitparade)           | 14              |
| Reino Unido (Official Albums Chart)   | 21              |
| Estados Unidos (Billboard 200)        | 103             |